# Nyíregyháza Tigers 2012
Questa voce raccoglie le informazioni riguardanti i Nyíregyháza Tigers nelle competizioni ufficiali della stagione 2012.
La prima squadra ha giocato solo in Europa, mentre la seconda ha giocato il campionato ungherese

## Prima squadra

### IFAF CEI Interleague 2012

#### Stagione regolare
| 28 aprile 2012 1ª giornata | Nyíregyháza Tigers | 47 – 21 (10-14 10-0 6-0 21-7) | Győr Sharks |  |

| 12 maggio 2012 2ª giornata | Nyíregyháza Tigers | 30 – 14 (3-0 7-6 7-0 13-8) | Bratislava Monarchs |  |

| 26 maggio 2012 2ª giornata | Budapest Cowboys | 37 – 40 | Nyíregyháza Tigers |  |

#### Playoff
| 7 luglio 2012 Finale | Nyíregyháza Tigers | 25 – 20 | Bratislava Monarchs |  |

### Statistiche di squadra
| Competizione      | %Vittorie | In casa | In casa | In casa | In casa | In casa | In casa | In trasferta | In trasferta | In trasferta | In trasferta | In trasferta | In trasferta | Totale | Totale | Totale | Totale | Totale | Totale |
| Competizione      | %Vittorie | G       | V       | N       | P       | Pf      | Ps      | G            | V            | N            | P            | Pf           | Ps           | G      | V      | N      | P      | Pf     | Ps     |
| ----------------- | --------- | ------- | ------- | ------- | ------- | ------- | ------- | ------------ | ------------ | ------------ | ------------ | ------------ | ------------ | ------ | ------ | ------ | ------ | ------ | ------ |
| Stagione regolare | 1.000     | 2       | 2       | 0       | 0       | 77      | 35      | 1            | 1            | 0            | 0            | 40           | 37           | 3      | 3      | 0      | 0      | 117    | 72     |
| Playoff           | 1.000     | 1       | 1       | 0       | 0       | 25      | 20      | 0            | 0            | 0            | 0            | 0            | 0            | 1      | 1      | 0      | 0      | 25     | 20     |
| Totale            | 1.000     | 3       | 3       | 0       | 0       | 102     | 55      | 1            | 1            | 0            | 0            | 40           | 37           | 4      | 4      | 0      | 0      | 142    | 92     |

## Seconda squadra

### Divízió II 2012

#### Stagione regolare
| 31 marzo 2012 2ª giornata | Nyíregyháza Tigers 2 | 0 – 24 | Budapest Cowboys 2 |  |

| 14 aprile 2012 4ª giornata | Nyíregyháza Tigers 2 | 33 – 7 | Újpest Bulldogs |  |

| 6 maggio 2012 7ª giornata | Nyíregyháza Tigers 2 | 48 – 12 | Debrecen Gladiators |  |

| 3 giugno 2012 11ª giornata | Budapest Eagles | 15 – 74 | Nyíregyháza Tigers 2 |  |

| 17 giugno 2012 13ª giornata | Budapest Wolves 2 | 0 – 38 | Nyíregyháza Tigers 2 |  |

#### Playoff
| 1º luglio 2012 Semifinale | Újbuda Rebels 2 | 37 – 14 | Nyíregyháza Tigers 2 |  |

### Statistiche di squadra
| Competizione      | %Vittorie | In casa | In casa | In casa | In casa | In casa | In casa | In trasferta | In trasferta | In trasferta | In trasferta | In trasferta | In trasferta | Totale | Totale | Totale | Totale | Totale | Totale |
| Competizione      | %Vittorie | G       | V       | N       | P       | Pf      | Ps      | G            | V            | N            | P            | Pf           | Ps           | G      | V      | N      | P      | Pf     | Ps     |
| ----------------- | --------- | ------- | ------- | ------- | ------- | ------- | ------- | ------------ | ------------ | ------------ | ------------ | ------------ | ------------ | ------ | ------ | ------ | ------ | ------ | ------ |
| Stagione regolare | .800      | 3       | 2       | 0       | 1       | 81      | 43      | 2            | 2            | 0            | 0            | 112          | 15           | 5      | 4      | 0      | 1      | 193    | 58     |
| Playoff           | .000      | 0       | 0       | 0       | 0       | 0       | 0       | 1            | 0            | 0            | 1            | 14           | 37           | 1      | 0      | 0      | 1      | 14     | 37     |
| Totale            | .667      | 3       | 2       | 0       | 1       | 81      | 43      | 3            | 2            | 0            | 1            | 126          | 52           | 6      | 4      | 0      | 2      | 207    | 95     |